# Parque Nacional Shikotsu-Tōya
O Parque Nacional Shikotsu-Tōya é um parque nacional japonês, localizado na prefeitura de Hokkaido. Extendendo-se por 99 473 hectares, foi designado parque nacional em 16 de maio de 1949.